# Modena Calcio 1941-1942
Questa voce raccoglie le informazioni riguardanti il Modena Calcio nelle competizioni ufficiali della stagione 1941-1942.

## Rosa
| N. |                   | Ruolo | Calciatore         |
| -- | ----------------- | ----- | ------------------ |
|    | Italia (bandiera) | P     | Lucidio Sentimenti |
|    | Italia (bandiera) | P     | Bruno Monti        |
|    | Italia (bandiera) | D     | Renato Braglia     |
|    | Italia (bandiera) | D     | Gino Manni         |
|    | Italia (bandiera) | D     | Romeo Rossi        |
|    | Italia (bandiera) | D     | Giordano Malagoli  |
|    | Italia (bandiera) | C     | Ermanno Malinverni |
|    | Italia (bandiera) | C     | Astro Galli        |
|    | Italia (bandiera) | C     | Mario Magotti      |
|    | Italia (bandiera) | C     | Giovanni Braga     |
|    | Italia (bandiera) | C     | Domenico Spadoni   |
|    | Italia (bandiera) | C     | Danilo Bazzani     |

| N. |                   | Ruolo | Calciatore           |
| -- | ----------------- | ----- | -------------------- |
|    | Italia (bandiera) | C     | Maino Neri           |
|    | Italia (bandiera) | C     | Francesco Capocasale |
|    | Italia (bandiera) | C     | Luciano Robotti      |
|    | Italia (bandiera) | A     | Luigi Del Grosso     |
|    | Italia (bandiera) | A     | Egidio Capra         |
|    | Italia (bandiera) | A     | Valeriano Ottino     |
|    | Italia (bandiera) | C     | Luigi Uneddu         |
|    | Italia (bandiera) | A     | Mario Barbon         |
|    | Italia (bandiera) | A     | Augusto Cristina     |
|    | Italia (bandiera) | A     | Alfredo Notti        |
|    | Italia (bandiera) | A     | Renato Brighenti     |
|    | Italia (bandiera) | A     | Domenico Tosi        |

## Statistiche

### Statistiche di squadra
| Competizione | Punti | In casa | In casa | In casa | In casa | In casa | In casa | In trasferta | In trasferta | In trasferta | In trasferta | In trasferta | In trasferta | Totale | Totale | Totale | Totale | Totale | Totale | DR  |
| Competizione | Punti | G       | V       | N       | P       | Gf      | Gs      | G            | V            | N            | P            | Gf           | Gs           | G      | V      | N      | P      | Gf     | Gs     | DR  |
| ------------ | ----- | ------- | ------- | ------- | ------- | ------- | ------- | ------------ | ------------ | ------------ | ------------ | ------------ | ------------ | ------ | ------ | ------ | ------ | ------ | ------ | --- |
| Serie A      | 19    | 15      | 6       | 4       | 5       | 14      | 13      | 15           | 0            | 3            | 12           | 9            | 46           | 30     | 6      | 7      | 17     | 23     | 59     | -36 |
| Coppa Italia |       | 3       | 3       | 0       | 0       | 9       | 2       | 1            | 0            | 0            | 1            | 1            | 4            | 4      | 3      | 0      | 1      | 10     | 6      | +4  |
| Totale       |       | 18      | 9       | 4       | 5       | 23      | 15      | 16           | 0            | 3            | 13           | 10           | 50           | 34     | 9      | 7      | 18     | 33     | 65     | -32 |

### Statistiche dei giocatori
| Giocatore          | Serie A  | Serie A | Coppa Italia | Coppa Italia | Totale   | Totale |
| Giocatore          | Presenze | Reti    | Presenze     | Reti         | Presenze | Reti   |
| ------------------ | -------- | ------- | ------------ | ------------ | -------- | ------ |
| M. Barbon          | 11       | 0       | ?            | ?            | 11+      | 0+     |
| D. Bazzani         | 11       | 0       | ?            | ?            | 11+      | 0+     |
| G. Braga           | 16       | 0       | ?            | ?            | 16+      | 0+     |
| R. Braglia         | 24       | 0       | ?            | ?            | 24+      | 0+     |
| R. Brighenti       | 1        | 0       | ?            | ?            | 1+       | 0+     |
| F. Capocasale      | 8        | 0       | ?            | ?            | 8+       | 0+     |
| E. Capra           | 20       | 2       | ?            | ?            | 20+      | 2+     |
| A. Cristina        | 6        | 0       | ?            | ?            | 6+       | 0+     |
| L. Del Grosso      | 24       | 5       | ?            | ?            | 24+      | 5+     |
| A. Galli           | 21       | 1       | ?            | ?            | 21+      | 1+     |
| M. Magotti         | 17       | 0       | ?            | ?            | 17+      | 0+     |
| G. Malagoli        | 2        | 0       | ?            | ?            | 2+       | 0+     |
| E. Malinverni      | 29       | 0       | ?            | ?            | 29+      | 0+     |
| G. Manni           | 18       | 0       | ?            | ?            | 18+      | 0+     |
| B. Monti           | 14       | -32     | ?            | ?            | 14+      | -32+   |
| M. Neri            | 9        | 3       | ?            | ?            | 9+       | 3+     |
| A. Notti           | 2        | 0       | ?            | ?            | 2+       | 0+     |
| V. Ottino          | 18       | 6       | ?            | ?            | 18+      | 6+     |
| L. Robotti         | 25       | 3       | ?            | ?            | 25+      | 3+     |
| R. Rossi           | 11       | 0       | ?            | ?            | 11+      | 0+     |
| L. Sentimenti (IV) | 16       | -27 (1) | ?            | ?            | 16+      | -27+   |
| D. Spadoni         | 14       | 1       | ?            | ?            | 14+      | 1+     |
| D. Tosi            | 1        | 0       | ?            | ?            | 1+       | 0+     |
| L. Uneddu          | 12       | 0       | ?            | ?            | 12+      | 0+     |

Nota: Sentimenti IV, pur essendo portiere, segnò una rete (su rigore) oltre a subirne 27.